# Epipoli
(Tucidide, VI, 96)
Epipoli era uno dei cinque quartieri della Siracusa greca e, fino al 2018, è stata la terza circoscrizione della Siracusa moderna. Si estende sull'altopiano di Siracusa sito a nord-ovest della città e comprende il villaggio Miano, il nuovo quartiere della Pizzuta e la frazione di Belvedere, dove raggiunge la quota massima di 147 metri slm. 
È circondato dalle mura dionigiane, al cui interno si trova il castello Eurialo. Inoltre nel suo territorio scorre il canale Galermi.

## Etimologia
Il nome Epipoli deriva dal greco antico Epipoleis, che tradotto significa "sopra la città". 

## Storia
Zona agro-pastorale fino alla metà del XX secolo, ha mutato il suo aspetto a partire dagli anni cinquanta dello stesso secolo diventando un quartiere moderno originariamente destinato ad alcuni complessi di edilizia popolare, a cui successivamente si sono aggiunte molte ville che gli hanno dato un aspetto decisamente residenziale e il nome di villaggio Miano. Accanto, e da oltre un decennio, è ancora in costruzione il più moderno quartiere Pizzuta. 

## Curiosità
Per molto tempo si è svolto, in un ampio spazio ricavato lungo il viale Epipoli, la fiera del sud, una delle più importanti del meridione. 